# 金浦街道
金浦街道是中国广东省汕头市潮阳区所辖的一个街道，位于潮阳城区西部。于1994年11月原金浦镇改成街道办事处设立。金浦街道南临练江，北倚小北山，东靠潮阳中心市区，西接和平镇。总面积44.16平方公里，至2003年末总人口75292人。下辖五个行政村（社区），包括三堡社区、寨外村、南门村、梅东村、梅西村。